# 潘映辰
潘映辰，中國清朝官員，本籍中國江蘇。潘映辰於1787年接替吳元琪，於台灣擔任台灣府海防兼南路理番同知。品等為正五品的該官職隸屬於台灣府，主管全台灣船政治安業務及台灣南路之台灣原住民事務，相當於副知府。
| 前任： 吳元琪 | 台灣府海防兼南路理番同知 1787年上任 | 繼任： 清華 |